# Aristeionpriset
Aristeionpriset var ett litterärt pris som instiftades av EU-kommissionen 1990 och delades ut åren 1990–1999.

## Författarpriset
- 1990 – Jean Echenoz (Frankrike)
- 1991 – Mario Luzi (Italien)
- 1992 – Manuel Vázquez Montalbán (Spanien)
- 1993 – Cees Nooteboom (Holland)
- 1994 – Juan Marsé (Spanien)
- 1995 – Herta Müller (Tyskland)
- 1996 – Salman Rushdie (Storbritannien) och Christoph Ransmayr (Österrike)
- 1997 – Antonio Tabucchi (Italien)
- 1998 – Hugo Claus (Belgien)
- 1999 – José Hierro (Spanien)

## Översättarpriset
- 1990 – Michael Hamburger (Storbritannien)
- 1991 – Frans van Woerden (Holland)
- 1992 – Socrates Kapsaskis (Grekland)
- 1993 – Françoise Wuilmart (Belgien)
- 1994 – Giovanni Raboni (Italien)
- 1995 – Dieter Hornig (Österrike)
- 1996 – Thorkild Bjørnvig (Danmark)
- 1997 – Hans-Christian Oeser (en tysk översättare nominerad av Irland)
- 1998 – Miguel Sáenz (Spanien)
- 1999 – Claus Bech (Danmark)